# 阿夫兰维尔 (孚日省)
阿夫兰维尔（法語：Avrainville，法語發音：[avʁɛ̃vil] ⓘ）是法国孚日省的一个市镇，属于埃皮纳勒区。

## 地理
阿夫兰维尔（48°22'29"N, 6°12'43"E）面积4.57 平方千米，位于法国大東部大區孚日省，该省份为法国东北部内陆省份，北起默兹省和默尔特-摩泽尔省，西接上马恩省，南至上索恩省和贝尔福地区省，东临上莱茵省和下莱茵省。
与阿夫兰维尔接壤的市镇（或旧市镇、城区）包括：萨维尼、索库尔、克萨龙瓦勒、弗洛雷蒙、埃尔居涅。
阿夫兰维尔的时区为UTC+01:00、UTC+02:00（夏令时）。

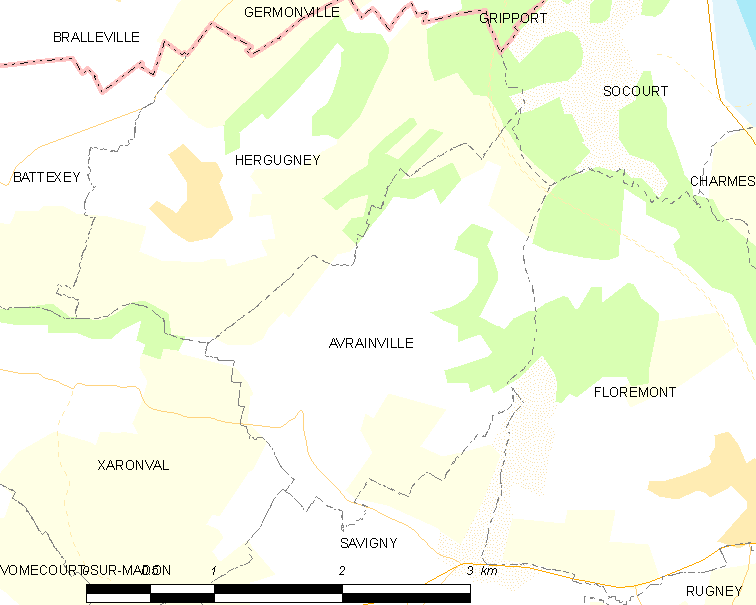
阿夫兰维尔的OSM定位图

## 行政
阿夫兰维尔的邮政编码为88130，INSEE市镇编码为88024。

## 政治
阿夫兰维尔所属的省级选区为沙尔姆县。

## 人口

1962-2008年间阿夫兰维尔人口变化图示

阿夫兰维尔于2022年1月1日时的人口数量为115人。